# Open Source Press

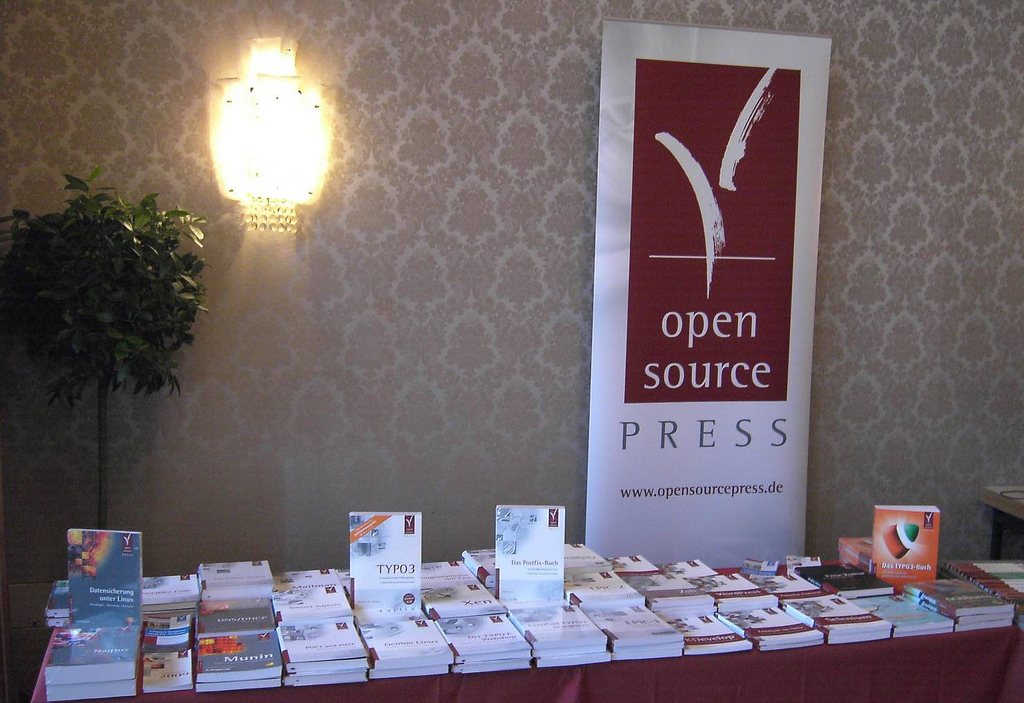
Messestand von Open-Source Press (2005)

Open Source Press war ein im Jahr 2003 als selbstständiger Fachbuchverlag gegründeter Computerbuch-Verlag mit Sitz in München. Gegründet wurde der Verlag von Markus Wirtz, der vorher Chefredakteur bei SuSE Press war. Zum 31. Dezember 2015 hat der Verlag sein operatives Geschäft eingestellt.
Der Verlag vertrieb seine Bücher sowohl in klassischer Buchform als auch digital als E-Books, war spezialisiert auf Linux sowie Open-Source-Software und richtete sich an Administratoren, Programmierer und Anwender. Der Verlag veröffentlichte Bücher sowohl auf Deutsch als auch auf Englisch. Einige Bücher sind mittlerweile auch als kostenlose Open Books freigegeben, so u. a. die Übersetzung des Werks Free Culture des Jura-Professors Lawrence Lessig, der zu den Vordenkern der Creative Commons gezählt werden darf. Open Source Press sah sich nach eigenen Angaben selbst in der Verpflichtung einen Betrag zur Open-Source-Community zu leisten und insbesondere Open Source mehr zur Anerkennung zu verhelfen. So sponserte der Verlag anlässlich FrOSCon 2009 eine Veröffentlichung einer freien Dokumentation in Buchform.